# 安野太郎
安野 太郎（やすのたろう、1979年 - ）は、日本の作曲家、大学教員。愛知県立芸術大学准教授。埼玉県出身。

## 略歴
東京音楽大学作曲科卒業。情報科学芸術大学院大学(IAMAS)修了。日本とブラジルのハーフ。
IAMASで、三輪眞弘に師事。代表的な作品に自作の自動演奏機械の為の「ゾンビ音楽」がある。
ゾンビ音楽以降の活動でJFC作曲賞、Art Award IN THE CUBE、創造する伝統賞など数々の賞を得る。
2019年は第58回ヴェネチア・ビエンナーレ国際美術展日本館代表作家の一人として参加し、キュレーターの服部浩之、下道基行（映像作家）、石倉敏明（人類学者）、能作文徳（建築家）とともに『Cosmo-Eggs 宇宙の卵』を共同制作した。

## 受賞歴
- 第2回AACサウンドパフォーマンス道場　オーディエンス賞[2]
- 第12回文化庁メディア芸術祭　アート部門 [3]
- 第7回 JFC作曲賞（日本作曲家協議会） [4]
- 第17回文化庁メディア芸術祭　アート部門 [5]
- Art Award IN THE CUBE 2017 高橋源一郎賞[6]
- 第21回文化庁メディア芸術祭　アート部門 [7]
- 第10回創造する伝統賞（日本文化芸術財団） [8]

## ディスコグラフィー
- 安野太郎のゾンビ音楽「デュエット・オブ・ザ・リビングデッド」（2013年）
- 安野太郎のゾンビ音楽「カルテット・オブ・ザ・リビングデッド」（2014年）